# Doratogonus cristulatus
Doratogonus cristulatus é uma espécie de milípede da família Spirostreptidae.
É endémica da África do Sul.